# Frank Cady
Frank Randolph Cady (* 8. September 1915 in Susanville, Kalifornien; † 8. Juni 2012 in Wilsonville, Oregon) war ein US-amerikanischer Schauspieler.

## Leben
Während seiner Highschoolzeit arbeitete Frank Cady bei der lokalen Tageszeitung The Lassen County Advocate. Die Familie zog später nach Wilsonville, Oregon. Er studierte Schauspiel und Journalismus an der Stanford University. Während seiner Zeit lernte er seine spätere Ehefrau Shirley kennen und schrieb für die Stanford Chaparral. Nach seinem Studium zog er nach London, wo er neben mehreren Auftritten am Westminster Theatre auch bei der BBC auftrat. 1939 kehrte er nach Stanford zurück, wo er dozierte. Kurz darauf zog er nach Kalifornien, wo er bei mehreren Radiosendern als Ansager und Nachrichtensprecher arbeitete. Während des Zweiten Weltkrieges diente er bei der United States Army Air Forces als Nachrichtensprecher in England, Frankreich und Deutschland.
Nach seiner Entlassung aus dem Militär 1946 zog Cady wieder nach Los Angeles, wo er auf der Theaterbühne stand und vereinzelt auch in kleineren Nebenrollen in Filmen wie Die Straße der Erfolgreichen, Vater der Braut und Der jüngste Tag zu sehen war. Er konnte sich als Schauspieler etablieren und spielte neben größeren Rollen beim Spielfilm auch mit der Figur des Doc Williams in der Familienserie The Adventures of Ozzie & Harriet, die er von 1953 bis 1964 in 61 Folgen verkörperte, seine erste große Rolle, mit der ihm sein Durchbruch gelang. Seine bekannteste Rolle allerdings war die des Ladenbesitzers Sam Drucker, die er in insgesamt drei unterschiedlichen Fernsehserien spielte. Er spielte die beim Publikum äußerte beliebte Figur ab 1963 in 165 Folgen der Fernsehserie Petticoat Junction, ab 1965 in 141 Folgen bei Green Acres und von 1968 bis 1970 in der Serie The Beverly Hillbillies.
Am 8. Juni 2012 verstarb Cady im Alter von 96 Jahren. Er war mit seiner Frau Shirley von 1940 bis zu ihrem Tod im Jahr 2008 verheiratet. Beide hatten zwei gemeinsame Kinder. Als er verstarb hinterließ er neben diesen auch drei Enkel und drei Urenkel.

## Filmografie (Auswahl)

### Film
- 1936: Mr. Deeds geht in die Stadt (Mr. Deeds Goes To Town)
- 1948: Schritte in der Nacht (He Walked by Night)
- 1949: Opfer der Unterwelt (D.O.A.)
- 1949: Die Brut des Satans (City Across the River)
- 1949: Herr der Unterwelt (The Crooked Way)
- 1949: Die Straße der Erfolgreichen (Flamingo Road)
- 1949: Glück in Seenot (The Lady Takes a Sailor)
- 1949: Abandoned
- 1950: Verurteilt (Convicted)
- 1950: Der Weihnachtswunsch (The Great Rupert)
- 1950: Mordsache: Liebe (Perfect Strangers)
- 1950: Vater der Braut (Father of the Bride)
- 1950: Three Husbands
- 1951: Reporter des Satans (Ace in the Hole)
- 1951: Der jüngste Tag (When Worlds Collide)
- 1951: Let’s Make It Legal
- 1951: Lightning Strikes Twice
- 1952: Die Stadt der tausend Gefahren (The Atomic City)
- 1952: Verkauft und verraten (The Sellout)
- 1953: Heirate mich noch mal (Marry Me Again)
- 1954: Das Fenster zum Hof (Rear Window)
- 1955: Zwischen zwei Feuern (The Indian Fighter)
- 1956: Böse Saat (The Bad Seed)
- 1956: Rivalen ohne Gnade (Three Violent People)
- 1958: Kess und kokett (The Girl Most Likely)
- 1959: Über den Gassen von Nizza (The Man Who Understood Women)
- 1964: Der mysteriöse Dr. Lao (7 Faces of Dr. Lao)
- 1967: Die abenteuerliche Reise ins Zwergenland (The Gnome-Mobile)
- 1971: Die Millionen-Dollar-Ente (The Million Dollar Duck)
- 1974: Zandys Braut (Zandy's Bride)
- 1975: Im Herz des wilden Westens (Hearts of the West)

### Fernsehen
- 1953–1964: The Adventures of Ozzie & Harriet (61 Folgen)
- 1958–1963: Wagon Train (drei Folgen)
- 1963–1970: Petticoat Junction (165 Folgen)
- 1965–1971: Green Acres (141 Folgen)
- 1968–1970: The Beverly Hillbillies (zehn Folgen)